# Кумская ГЭС
Ку́мская гидроэлектроста́нция — ГЭС на реке Кума (название верхнего течения Ковды) в Карелии. Входит в Каскад Ковдинских ГЭС, организационно — Каскад Нивских ГЭС.

## Общие сведения
Строительство ГЭС началось в 1961 году и закончилось в 1963 году. Возводили Кумскую ГЭС одновременно с Иовской ГЭС. Первый гидроагрегат пущен 30 декабря 1962 года, а в конце 1963 года Кумская гидростанция была принята в промышленную эксплуатацию.
ГЭС построена по плотинно-деривационному типу.
Состав сооружений ГЭС:
- насыпная плотина длиной 700 м и наибольшей высотой 19,5 м;
- бетонный водосброс в теле насыпной плотины;
- деривационный подводящий канал длиной 500 м;
- напорный узел с металлическими трубопроводами;
- здание ГЭС длиной 49 м;
- отводящий канал длиной 1310 м.

Мощность ГЭС — 80 МВт, среднегодовая выработка — 418,2 млн кВт·ч. В здании ГЭС установлено 2 поворотно-лопастных гидроагрегата мощностью по 40 МВт, работающих при расчетном напоре 32 м.  Напорные сооружения ГЭС (длина напорного фронта 0,76 км) образуют Кумское водохранилище, включившее в себя Кундозеро, Пяозеро и Топозеро. Площадь водохранилища 1910 км², полная и полезная ёмкость 9,83 и 8,63 км³. При создании водохранилища было затоплено 760 га сельхозугодий, перенесено 200 строений. 
ГЭС спроектирована институтом «Ленгидропроект».
Кумская ГЭС входит в Каскад Нивских ГЭС ПАО «ТГК-1».